# 霍納洛 (夏威夷州)
霍納洛（英語：Honalo）是位於美國夏威夷州夏威夷縣的一個人口普查指定地區。

## 地理
霍納洛的座標為19°33′34″N 155°55′47″W / 19.55944°N 155.92972°W，而該地最高點為海拔高度424米（即1391英尺）。

## 人口
根據2010年美國人口普查的數據，霍納洛的面積為76.60平方千米，均為陸地。當地共有人口2423人，而人口密度為每平方千米31人。